# مريم نداغيري
مريم نداغيري (بالإنجليزية: Mariam Ndagire)، هي مُنتجة ومُخرجة وكاتبة سيناريو أوغندية.

## روابط خارجية
مريم نداغيري على موقع IMDb (الإنجليزية)